# Cervejaria Sul-Riograndense
A Cervejaria Sul Rio-Grandense foi uma cervejaria brasileira, fundada em Pelotas, em 1889 pelo imigrante alemão Leopoldo Haertel.
A cervejaria localizou-se inicialmente na Rua Benjamin Constant nº 51,  em um edifício do proprietário, suas primeiras instalações foram na Rua Conde de Porto Alegre, aos fundos do sobrado, num pequeno galpão alugado.
Seu capital inicial foi de cerca de quatrocentos mil réis, sendo que ao fim dos primeiros vinte anos o  patrimônio da empresa já ultrapassava os seiscentos contos de réis. A fábrica empregava nos primeiros anos cerca de 60 operários, dois maquinistas, cinco ajudantes de máquinas e um mestre, além de outros cargos administrativos. Produzia 100.000 quilos de gelo e 1 500 000 garrafas de cerveja, gasosa e siphon, ampliando nos anos seguintes sua produção para 25 000 000 garrafas, das quais 20 000 000 de cerveja.
A empresa obteve grande reconhecimento abrangendo importante parcela do mercado consumidor do Rio Grande do Sul e de outras regiões do país. Fundiu-se, em 1889, com a Cervejaria Ritter, fundada por Carlos Ritter.
Suas atividades foram encerradas na década de 1940 quando foi comprada pela Cervejaria Brahma, não tendo sido utilizada mais para a produção de cerveja ou outros produtos, apenas como depósito e distribuidora. A compra teve como finalidade fechar a cervejaria de Pelotas e acabar definitivamente com a concorrência que esta fazia.

## Principais marcas
- Cerveja Peru
- Cerveja Porco
- Cerveja São Luís.